# Bataille de Zouara
Campagnes d'Afrique, du Moyen-Orient et de Méditerranée (1940-1945)
Batailles
1940
- Vado
- Siège de Malte
- Club Run
- Convoi Espero
- Mers el-Kébir
- Punta Stilo
- Cap Spada
- Hurry
- Cap Passero
- MB.8
- Tarente
- Détroit d'Otrante
- White
- Cap Teulada

1941
- Excess
- Convoi AN 14
- Grog
- Abstention
- Baie de La Sude
- Cap Matapan
- Îles Kerkennah
- Crète
- Galite
- Substance
- Halberd
- Convoi Duisburg
- Cap Bon
- Syrte (1941)
- Rade d'Alexandrie

1942
- Syrte (1942)
- Calendar
- Bowery
- Albumen
- Harpoon
- Vigorous
- Pedestal
- Agreement
- Torch
- Stoneage
- Sabordage de la flotte française à Toulon
- Portcullis
- Banc de Skerki
- Olterra (navire auxiliaire)
- Raid sur Alger

1943
- Zouara
- Convoi de Cigno
- Convoi de Campobasso
- Corkscrew
- Husky
- Gela
- Scylla
- Pietracorbara
- Dodécanèse
  - Rhodes
  - Leros
  - Kos
- Convoi KMF-25A

1944
- Ist
- Raid sur Santorin
- Raid sur Symi
- Port-Cros
- La Ciotat
- Île de Pag

1945
Mer Ligure
- Convois alliés
  - convois de Malte
- Campagne des U-boote
- Campagne adriatique

La bataille de Zouara était un bref combat naval durant la campagne de la Méditerranée de la Seconde Guerre mondiale qui a eu lieu dans la nuit du 19 janvier 1943 dans les eaux libyennes entre la Royal Navy et la Regia Marina à la fin de la campagne d'Afrique du Nord. La bataille s'est terminée par la destruction complète d'une flottille italienne de petits dragueurs de mines et de navires auxiliaires évacuant Tripoli.

## Contexte
Deux destroyers de la Royal Navy HMS Kelvin et HMS Javelin patrouillaient dans la zone au large de Zouara, en Libye. Leur mission était de couper la voie d'évacuation des derniers navires italiens fuyant Tripoli, qui sera conquise par les troupes alliées le 23 janvier 1943. Le HMS Kelvin et le HMS Nubian avaient contraint le torpilleur italien Perseo à se retirer endommagé. puis coulèrent le D'Annunzio de 4 537 tonnes, un navire marchand fuyant Tripoli, le 15 janvier 1943.

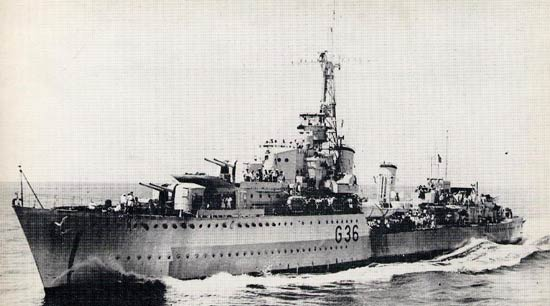
HMS Nubian

Dans la nuit du 19-20 janvier 1943 le radar Type 271 du HMS Javelin a détecté un certain nombre de navires se dirigeant directement vers la côte tunisienne, en provenance de Tripoli. C'était la flottille de dragueurs de mines, quittant Tripoli vers la Tunisie pour échapper à la capture. La flottille, sous le commandement du lieutenant Giuseppe Di Bartolo, était composée de quatre petits remorqueurs de déminage (RD 31, RD 36, RD 37 et RD 39, dont les RD 36 et RD 37 transportaient de personnel italien de la Guardia di Finanza) ; le chalutier Scorfano (le plus grand navire du convoi); le petit pétrolier Irma ; les dragueurs de mines auxiliaires DM 12 Guglielmo Marconi (brigantin réquisitionné ), R 26 Angelo Musco et R 224 Cinzia (deux anciens bateaux de pêche) ; le patrouilleur auxiliaire V 66 Astrea (un voilier à moteur ) et le bateau-pompe S. Barbara (remorqué par le Scorfano).

## Combat naval

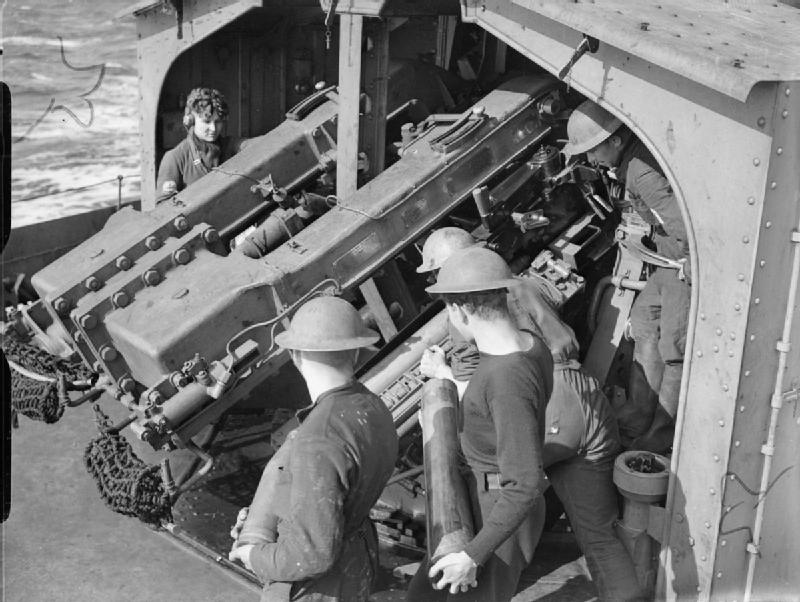
Tourelle double de 4,7 pouces Mark XII du HMS Javelin

Les Javelin et Kelvin se sont déplacés vers une zone d'interception et ont envoyé des obus éclairants dans les airs, illuminant les navires de tête. Réalisant qu'il s'agissait d'un convoi de navires italiens, les destroyers britanniques ouvrent  le feu. Le convoi, sous un feu nourri, n'ont pu ni riposter efficacement (les dragueurs de mines étant armés d'un canon de 76 mm et de deux 
6,5 mm chacun, tandis que les autres navires n'étaient équipés que de mitrailleuses) ni de s'échapper (ayant une vitesse inférieure à celle des destroyers). RD 36, le vaisseau amiral de la flottille, a tenté de riposter pour aider à la retraite des autres navires, mais a rapidement été coulé. Les autres navires, fuyant vers la côte pour tenter de permettre à leurs équipages de s'échapper, sont poursuivis, ramassés un par un et détruits. RD 37 et Scorfano ont été coulés sans survivants ; Marconi a été incendié  mais a permis à tout son équipage de s'échapper avant de couler, et l' Irma a été achevé avec une torpille.
Au matin du 20 janvier, la flottille avait été complètement anéantie. Kelvin avait dépensé 300 obus de ses canons de 4,7 pouces et Javelin 500. Puis ils se sont retirés rapidement à Malte, où ils sont arrivés sains et saufs le jour suivant. 180 hommes ont été tués du côté italien, tandis que les survivants ont nagé vers le rivage ou ont été ramassés par des navires italiens le jour suivant.